# トッド・パシフィック造船所

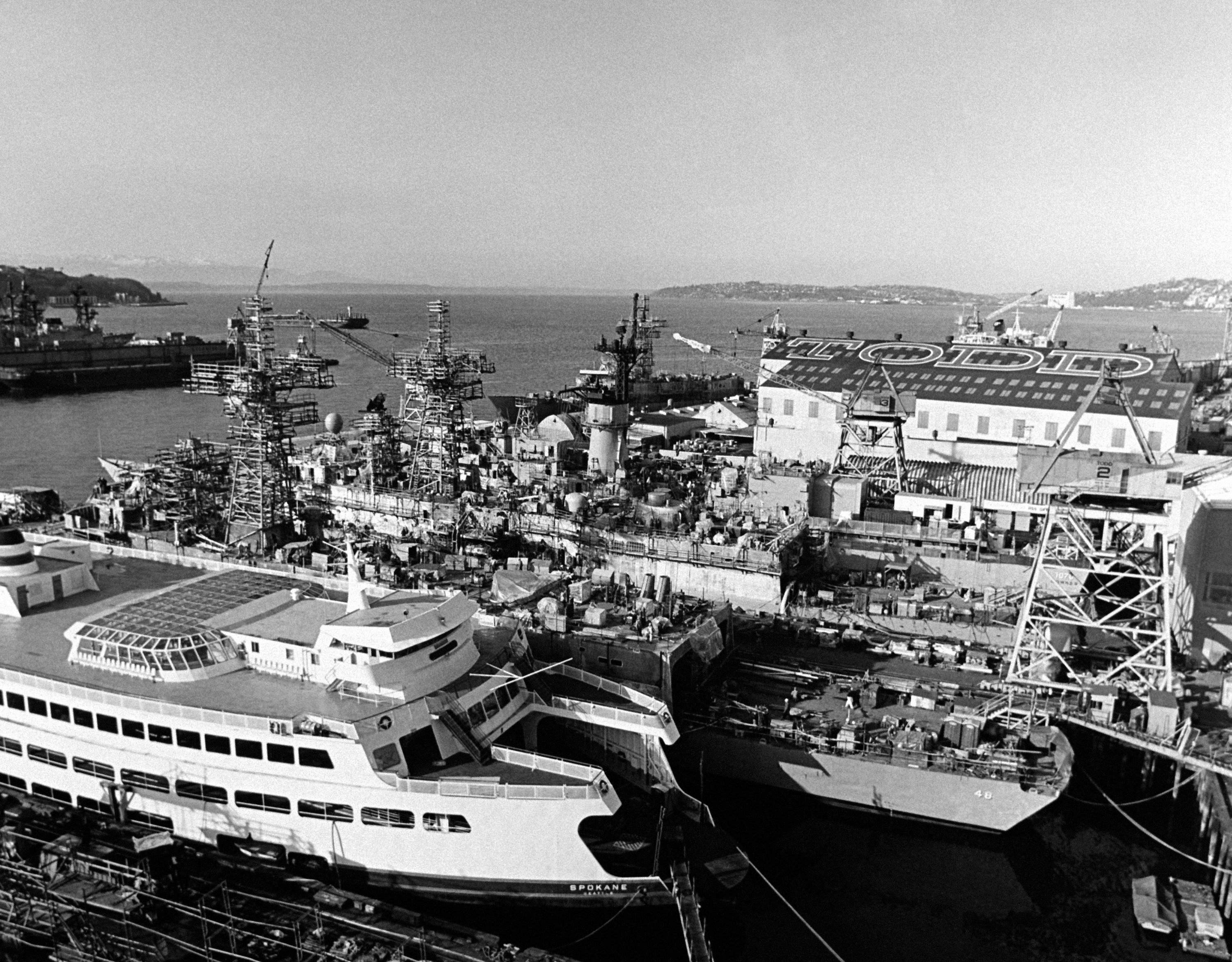
建造中のハリバートン (FFG-40)

トッド・パシフィック造船所（トッド・パシフィックぞうせんじょ、Todd Pacific Shipyards）はアメリカ合衆国ワシントン州シアトルハーバーアイランドに本社を置く造船会社である。

## 歴史
1916年、ニューヨーク州ブルックリンのロビンズ・ドライドック・アンド・リペア社、ニュージャージー州ホーボーケンのタイジェン・アンド・ロング・ドライドック社、シアトル・コンストラクション・アンド・ドライドック社の三社が統合し、ウィリアム・H・トッド株式会社として設立された。その歴史は1882年にロバート・モランがシアトルに修理工場を開いたときまで遡ることができる。工場は1906年にモラン・ブラザース造船所と改名し、1911年末にシアトル・コンストラクション・アンド・ドライドック社と改名した。
同社はアメリカ海軍、オーストラリア海軍、アメリカ沿岸警備隊、ワシントン州フェリーをその主要な顧客とし、造船・整備を手がけている。
ワシントン州シアトル、カリフォルニア州サンペドロとアラメダにその拠点を構える。

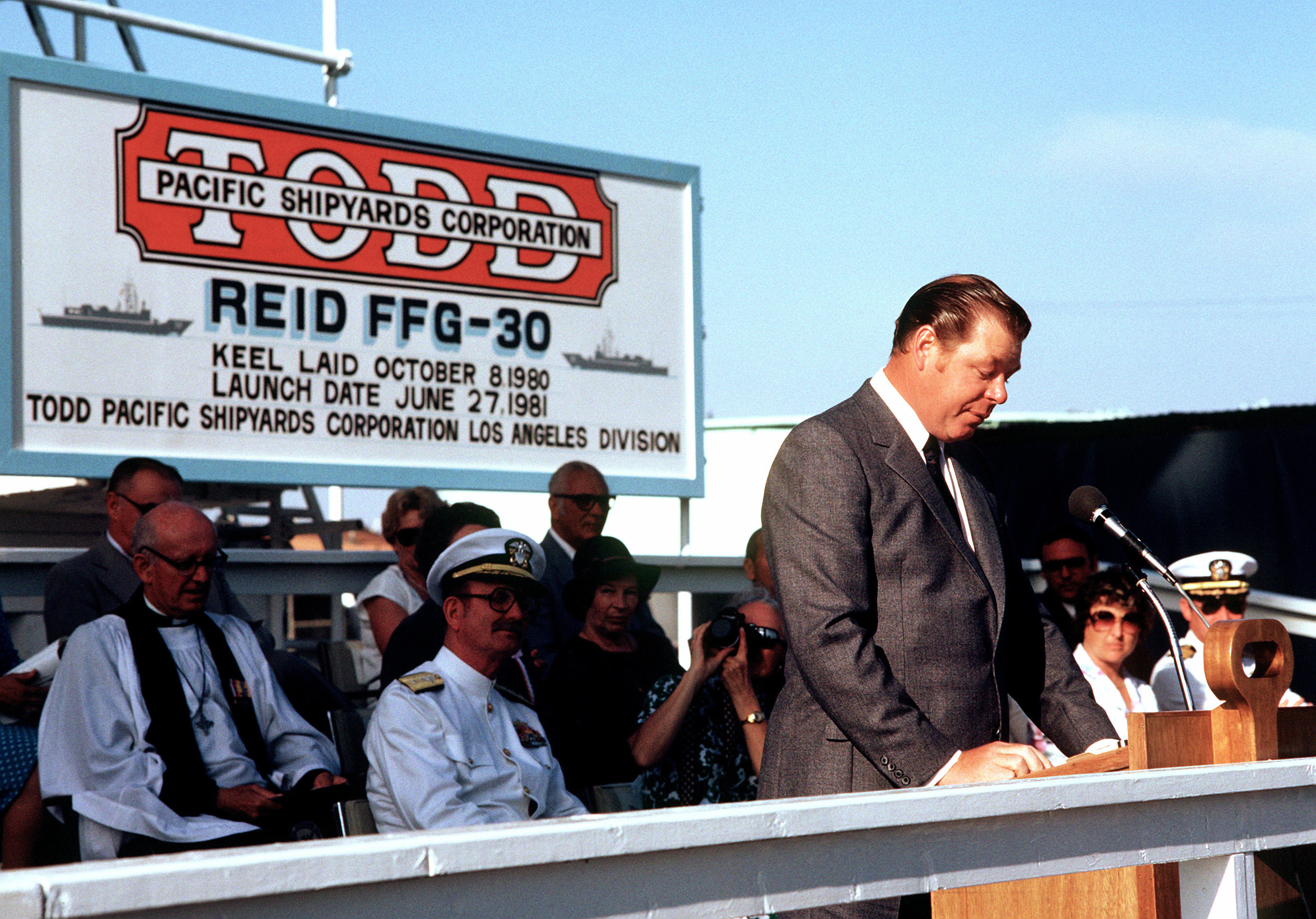
リード (FFG-30)の進水式典に臨むハンス・K・シェーファー部長